# Elliptikus függvények
Az elliptikus függvények a komplex függvénytanban meromorf függvények, amelyek két irányban periodikusak. Az elliptikus függvények periódusának alapcellája paralelogramma, ami rácsszerűen ismétlődik. Egy ilyen függvény nem lehet holomorf, mivel egy nem konstans holomorf függvény értékének a végtelenbe kell tartania, ha változója a végtelenbe tart. Liouville tétele szerint korlátos egészfüggvény konstans. Valójában multiplicitással számolva egy periódusban legalább két pólusának kell lennie. A periódus határa menti integrálnak nullának kell lennie, így a pólusok reziduumai kiejthetik egymást.
Felfedezőjük Niels Henrik Abel, aki az elliptikus integrálok inverz függvényeiként találta meg őket. Elméletüket Carl Gustav Jacobi fejlesztette tovább. Az elliptikus integrálok az ellipszisek ívhosszát számítják ki, innen a név. Jacobi elliptikus függvényeinek számos alkalmazása van a fizikában, Jacobi pedig az elemi számelméletben bizonyított vele tételeket. Karl Weierstrass továbbfejlesztette az elméletet, és úgy találta, hogy néhány elliptikus függvénnyel az összes kifejezhető. Az integrálok kiértékelése és differenciálegyenletek megoldása mellett az elliptikus görbékhez és a moduláris formákhoz is közük van.

## Definíció
Formálisan, egy teljes ℂ síkon meromorf függvény (a továbbiakban f) elliptikus, ha van két nullától különböző ω1 és ω2 komplex szám, amelyeknek legalább az egyike
nem valós, továbbá f(z) = f(z + ω1) és f(z) = f(z + ω2) minden z ∈ ℂ komplex számra.
A periódus rácsa Λ = {mω1 + nω2, m, n ∈ ℤ}, így f(z) = f(z + ω) minden ω ∈ Λ komplex számra.
A kanonikus elliptikus függvényeknek két családja van: a Jacobi-féle és a Weierstrass-féle. Habár a Jacobi-féle elliptikus függvények régebbről ismertek és közvetlenebbül kapcsolódnak az alkalmazásokhoz, a modern szerzők többnyire Weierstrasst követik az elemi elmélet bemutatásával, mivel ezek a függvények egyszerűbbek, és bármely elliptikus függvény kifejezhető velük.

## Weierstrass-féle elliptikus függvények
A fenti definíció alapján a Weierstrass-féle elliptikus függvények (jelük ℘(z)) konstruálhatók rácsukkal:
{\displaystyle \wp (z)={\frac {1}{z^{2}}}+\sum _{\omega \in \Lambda \smallsetminus \left\{0\right\}}\left({\frac {1}{(z-\omega )^{2}}}-{\frac {1}{\omega ^{2}}}\right)}
A függvény nyilván invariáns a z ↦ z + ω eltolásra minden ω ∈ Λ komplex szám esetén. Az {\displaystyle {\frac {1}{\omega ^{2}}}} kivonása a konvergenciát biztosítja. A véges sok pólusos tagok nélkül
a sornak normálisan kell konvergálnia.
Bármely |z| < R körlemezen és minden |ω| > 2R komplex számra teljesül, hogy
{\displaystyle \left|{\frac {1}{\left(z-\omega \right)^{2}}}-{\frac {1}{\omega ^{2}}}\right|=\left|{\frac {2\omega z-z^{2}}{\omega ^{2}(\omega -z)^{2}}}\right|=\left|{\frac {z\left(2-{\frac {z}{\omega }}\right)}{\omega ^{3}\left(1-{\frac {z}{\omega }}\right)^{2}}}\right|\leq {\frac {10R}{\left|\omega \right|^{3}}}}
és megmutatható, hogy
{\displaystyle \sum _{\omega \neq 0}{\frac {1}{\left|\omega \right|^{3}}}}
Λ-tól függetlenül konvergál.
A ℘ függvényt Laurent-sorba fejtve és a megfelelő termeket rendre összehasonlítva igazolható, hogy teljesíti a
{\displaystyle {\bigl (}\wp '(z){\bigr )}^{2}=4{\bigl (}\wp (z){\bigr )}^{3}-g_{2}\wp (z)-g_{3}}
relációt, ahol
{\displaystyle g_{2}=60\sum _{\omega \in \Lambda \smallsetminus \left\{0\right\}}{\frac {1}{\omega ^{4}}}}
és
{\displaystyle g_{3}=140\sum _{\omega \in \Lambda \smallsetminus \left\{0\right\}}{\frac {1}{\omega ^{6}}}.}
Ami azt jelenti, hogy a (℘,℘′) pár elliptikus görbét parametrizál.
A ℘ függvények a Λ rácstól függően különböző alakokat vehetnek fel; erre gazdag elmélet épült. Ehhez most tegyük fel, hogy ω1 = 1, és ω2 = τ, ahol τ képzetes része pozitív. Forgatással és tükrözéssel minden rács ilyen alakra hozható.
A moduláris függvények a felső félsíkban holomorf H = {z ∈ ℂ | Im(z) > 0} függvények, amelyek invariánsak az 1 determinánsú, egész együtthatós törtlineáris transzformációkra. Így egy h : H → ℂ holomorf függvény moduláris, ha
{\displaystyle h\left(\tau \right)=h\left({\frac {a\tau +b}{c\tau +d}}\right)\quad {\text{for all }}\left({\begin{matrix}a&c\\b&d\end{matrix}}\right)\in {\text{SL}}_{2}(\mathbb {Z} )}.
Van egy ilyen függvény, ami Klein-féle j-invariáns, aminek definíciója
{\displaystyle j\left(\tau \right)={\frac {1728g_{2}^{3}}{g_{2}^{3}-27g_{3}^{2}}}},
ahol g2 és g3 olyan, mint fent.

## Tulajdonságok
- Az azonos periódusú elliptikus függvények testet alkotnak.
- A deriválás nem vezet ki ebből a testből. Más szóval, egy elliptikus függvény deriváltja is azonos periódusú.
- Egy adott rácshoz tartozó elliptikus függvények teste generálható egy elliptikus függvénnyel és deriváltjával.

## Jacobi-féle elliptikus függvények
Egy téglalaphoz tizenkét Jacobi-féle elliptikus függvény van. A téglalap csúcsát Jacobi nyomán s, c, d és n jelöli. A függvények az egyik sarokból a másikba húzott nyílnak felelnek meg. A téglalap a komplex síkban fekszik, s az origóban, c = K a valós tengelyen, n = iK′ a képzetes tengelyen helyezkedik el. Ez alapján d = K + iK′. K és K′ kvarter periódusok. Magukat az elliptikus függvényeket pq jelöli, ahol p és q az s, c, d és n betűk valamelyike.
Egy kétszeresen periodikus meromorf függvény Jacobi-féle akkor és csak akkor, ha megfelel a következőknek:
- A p csúcsnál egyszeres nullhelye, és a q csúcsnál egyszeres pólusa van.
- A p és a q távolsága éppen a pq u függvény periódusának fele. Azaz a pq u függvény periodikus a pq irányba, és periódusa éppen a pq távolság kétszerese. A pq u függvény periodikus a másik két irányba is, de itt a másik csúcstól mért távolság a periódus negyede.
- Ha a pq u függvényt sorba fejtjük valamelyik csúcs körül, akkor a főegyüttható együtthatója 1. Azaz a főegyüttható p-ben u, q-ban 1/u, és a másik két csúcsban 1.

Ebben az esetben a függvény valós számokhoz valósokat rendel. Tágabb értelemben a téglalap helyett paralelogrammát is lehet használni.

## Abel-féle elliptikus függvények
Legendre részletesen tanulmányozta az elliptikus integrálokat. Három típusukat különítette el. Abel az első típust úgy írta, mint
{\displaystyle u=\int _{0}^{x}{\frac {dt}{\sqrt {\left(1-c^{2}t^{2}\right)\left(1+e^{2}t^{2}\right)}}}}
ahol c és e paraméterek. Ez általánosítja azt az integrált, ami kiszámítja annak a lemniszkátának a hosszát, ami a c = e = 1 speciális értéknek felel meg, és amit Carl Friedrich Gauss is vizsgált. A kör ívhosszát a 'c = 1 és az e = 0 paraméterezés adja.
Az integrál u értéke növekvő függvény, ami felülről korlátos, ha 0 < x < 1/c, és maximuma
{\displaystyle {\frac {\omega }{2}}=\int _{0}^{\frac {1}{c}}{\frac {dt}{\sqrt {\left(1-c^{2}t^{2}\right)\left(1+e^{2}t^{2}\right)}}}}
Abel zsenialitása az volt, hogy vette az x = φ(u) inverz függvényt, ami jóldefiniált a 0 ≤ u ≤ ω/2 intervallumon. Mivel a definiáló integrál páratlan x-ben, a φ(u) függvény is páratlan, ha φ(0) = 0 és φ(±ω/2) = ±1/c. Deriváltja φ′(u) = dφ/du, és szintén levezethető az integrálból, mint
{\displaystyle {\frac {d\varphi }{du}}={\sqrt {\left(1-c^{2}\varphi ^{2}\right)\left(1+e^{2}\varphi ^{2}\right)}}}
és páros függvény. A két négyzetgyököt az u argumentum páros függvényének tekintjük. Abel úgy definiálta őket, mint
{\displaystyle {\begin{aligned}f(u)&={\sqrt {1-c^{2}\varphi ^{2}(u)}}\\F(u)&={\sqrt {1+e^{2}\varphi ^{2}(u)}}\end{aligned}}}
Ezzel a derivált írható, mint φ′(u) = f(u)F(u). Az új függvények deriváltja f′(u) = −c2φ(u)F(u) és F′(u) = e2φ(u)f(u). Mindezek a függvények függenek a c és az e paraméterektől, habár ezt nem írják ki explicit.
A trigonometrikus függvényekről Abel megmutatta, hogy ezek az új függvények eleget tesznek az addíciós tételeknek, ahogy azt Euler megállapította az ilyen integrálokra. Ez lehetővé teszi a függvények kiterjesztését az −ω ≤ u ≤ ω intervallumra. Abel azt is belátta, hogy periodikusak 2ω szerint, továbbá az integrálban elvégezve az t → it helyettesítést a függvények definiálhatók az argumentum komplex értékeire is. Ezzel a kiterjesztéssel felcserélődik a c és az e paraméter, és következik, hogy a függvények 2iω szerint is periodikusak, és
{\displaystyle {\frac {\omega '}{2}}=\int _{0}^{\frac {1}{e}}{\frac {dt}{\sqrt {\left(1-e^{2}t^{2}\right)\left(1+c^{2}t^{2}\right)}}}.}
Ezzel az elliptikus függvények kétszeresen periodikusak. Ekvivalensen, mondhatjuk, hogy ω1,2 = ω ± iω′komplex periódusok szerint periodikusak. Nullhelyeik és pólusaik szabályos, kétdimenziós rácsot alkotnak. A lemniszkátás elliptikus függvények megfelelő tulajdonságait Gauss is ismerte, de nem publikálta, és csak halála után jelenhetett meg.

## Fordítás
Ez a szócikk részben vagy egészben  az   Elliptic function című angol Wikipédia-szócikk fordításán alapul.  Az eredeti cikk szerkesztőit annak laptörténete sorolja fel. Ez a jelzés csupán a megfogalmazás eredetét és a szerzői jogokat jelzi, nem szolgál a cikkben szereplő információk forrásmegjelöléseként.